# Эггерс, Дэйв
Дэйв Эггерс (англ. Dave Eggers, род. 12 марта 1970) — американский писатель, редактор, издатель и сценарист. Основатель издательства «McSweeney’s», соучредитель некоммерческого молодежного писательско-учебного центра «826 Valencia» в Сан-Франциско. Автор романа «Сфера», который был экранизирован в 2017 году.

## Биография
Дэйв Эггерс родился в Бостоне, штат Массачусетс. Отец был адвокатом, мать — школьной учительницей. Впоследствии семья переехала в Лейк-Форест в штате Иллинойс. Там поступил в Иллинойсский университет в Урбане-Шампейне на журналистику. Однако его обучение было прервано в связи со смертью обоих родителей в 1991—1992 годах от рака. Эти события были освещены в первой книге Эггерса — мемуарах «Душераздирающее творение ошеломляющего гения», выпущенных в 2000 году. Книга имела немалый успех и заняла первое место в списке бестселлеров «The New York Times», а Эггерс был номинирован на Пулитцеровскую премию. «Time» и несколько других журналов называли издание «лучшей книгой года», а по версии «The Times» книга заняла 12-ю строчку в списке лучших книг десятилетия.
Эггерс оставил университет и переехал с братом и своей девушкой в Беркли, штат Калифорния. Брат пошёл в частную школу, а Эггерс нашёл временную подработку — работал графическим дизайнером в местной газете. Вместе с другом Дэвидом Муди взял под своё руководство местную газету «Cups», которая постепенно переросла в сатирический журнал «Might».
В 2001 году его сестра Бет покончила с жизнью. В том же году Эггерс издал свой первый художественный роман — «You Shall Know Our Velocity». В 2005 году издал «Surviving Justice: america’s Wrongfully Convicted and Exonerated» — книгу-интервью с бывшим узником, пожизненно осуждённым и впоследствии реабилитированным.
В 2005 году Эггерс получил звание почётного доктора литературы Брауновского университета. В 2008 году вместе с Майклом Голденбергом написал сценарий к фильму «Там, где живут чудовища», экранизации одноимённой книги Мориса Сендака. Также совместно со своей женой написал сценарий к ленте «В пути» режиссёра Сэма Мендеса, вышедший в свет в 2009 году. В октябре 2016 года инициировал политический музыкальный проект «30 дней, 30 песен» как протест против политики Дональда Трампа.
В настоящее время живёт в Сан-Франциско, в районе залива Сан-Франциско. Женат на писательнице Виндиле Виде (англ. Vendela Vida), имеет двоих детей.

### Нон-фикшн
- A Heartbreaking Work of Staggering Genius (2000) ISBN 0-330-48455-9
- Teachers Have It Easy: The Big Sacrifices and Small Salaries of America’s Teachers (в соавторстве с Daniel Moulthrop и Nínive Clements Calegari) (2005)
- Surviving Justice: America’s Wrongfully Convicted and Exonerated (сборник с Lola Vollen; с предисловием Скотта Туроу) (2005)
- Zeitoun (2009)
- The Monk of Mokha (2018)

### Романы и новеллы
- You Shall Know Our Velocity (новелла) (2002)
- Sacrament (переработанный и дополненный вариант You Shall Know Our Velocity) (2003)
- The Unforbidden is Compulsory; or, Optimism (новелла) (2004)
- What Is the What: The Autobiography of Valentino Achak Deng (новелла) (2006)
- Голограмма для короля (англ. A Hologram for the King) (2012)
- Сфера (2013)
- Your Fathers, Where Are They? And the Prophets, Do They Live Forever? (2014)
- Heroes of the Frontier (2016)
- The Parade (2019)
- «Каждый» (2021)

### Сборники рассказов
- How We Are Hungry (сборник рассказов) (2004)
- Short Short Stories (сборник рассказов, часть серии «Pocket Penguin») (2005)
- How the Water Feels to the Fishes (сборник рассказов, часть One Hundred and Forty-Five Stories in a Small Box) (2007)
- Stories Upon Stories (сборник рассказов, редактор) (2016)

### Юмор
Под псевдонимом Доктор и Мистер Doris Haggis-On-Whey, в соавторстве с Christopher Eggers:
- Giraffes? Giraffes! (2003)
- Your Disgusting Head (2004)
- Animals of the Ocean, in Particular the Giant Squid (2006)
- Cold Fusion (2009)

### Книги для детей
- Чудовища (англ. The Wild Things) — на основе сценария фильма Там, где живут чудовища
- The Bridge Will Not Be Gray (иллюстрации: Tucker Nichols) (2015)
- Her Right Foot (иллюстрации: Shawn Harris) (2017)
- The Lifters (2018)
- What Can a Citizen Do? (иллюстрации: Shawn Harris) (2018)

### Другое
- Предисловие к книге Drama in the Desert: The Sights and Sounds of Burning Man. — 2002. — ISBN 0972178902
- Jokes Told in Heaven About Babies (как Lucy Thomas) (2003)
- Соавтор сценария фильма Там, где живут чудовища (2009, режиссёр Спайк Джонз) по книге Мориса Сендака
- В соавторстве с женой, Виндилой Видой (англ. Vendela Vida) — сценарий фильма В пути (2009, режиссёр Сэм Мендес)
- Введение к репринтному изданию Some Recollections from a Busy Life: The Forgotten Story of the Real Town of Hollister, California by T. S. Hawkins (2016)
- Understanding the Sky (2016)

### Экранизации
- Земля обетованная (2012) по одноимённой книге, режиссёр Гас Ван Сент, сценаристы Мэтт Деймон и Джон Красински
- Голограмма для короля (2016), режиссёр Том Тыквер
- Сфера (2017), режиссёр Джеймс Понсольдт (англ. James Ponsoldt)